# Fichtlmühle
Fichtlmühle ist ein Gemeindeteil von Theisseil im Landkreis Neustadt an der Waldnaab des bayerischen Regierungsbezirks Oberpfalz.

## Geographische Lage
Fichtlmühle liegt am Mühlbach.
Der Mühlbach wird 370 m südöstlich der Fichtlmühle zum Betreiben der Mühle von der Girnitz abgeleitet.
Er fließt dann auf der Südwestseite parallel zur Girnitz und mündet 300 m nordwestlich von Fichtlmühle wieder in die Girnitz.
Die Fichtlmühle liegt auf dem schmalen Landstreifen zwischen Mühlbach und Girnitz.
Fichtlmühle liegt 2,3 km östlich von Roschau und 2 km südöstlich von Störnstein.

## Geschichte
Fichtlmühle (auch Vichtelmühl) wurde im Zinsregister von Störnstein von 1514 und in den Salbüchern von 1580 und 1598 erwähnt.
Um 1800 hatte Fichtlmühle 1 Haus mit 9 Einwohnern.
Fichtlmühle war mit der niederen Gerichtsbarkeit und Dienst zur Grundherrschaft Wilchenreuth grundbar, mit den übrigen Gerechtsamen zum Amt Floß.
Die Obrigkeit mit höherer Gerichtsbarkeit und Mannschaft war landesherrlich-sulzbachisch.
Fichtlmühle gehörte zur Gemeinde Roschau.
Roschau war Steuerdistrikt und unmittelbare Landgemeinde, gebildet mit dem Gemeindeedikt 1808.
Die Gemeinde Roschau bestand aus den Ortschaften Roschau, Aich, Fichtlmühle, Görnitz, Hammerharlesberg, Harlesberg und Wiedenhof.
Im Zuge der Gebietsreform in Bayern wurde Roschau zusammen mit Edeldorf und Letzau 1972 zur neu gebildeten Gemeinde Theisseil zusammengelegt.

## Einwohnerentwicklung in Fichtlmühle ab 1817
| Jahr | Einwohner | Gebäude |
| ---- | --------- | ------- |
| 1817 | 11        | 2       |
| 1838 | 14        | 2       |
| 1871 | 10        | 8       |
| 1885 | 9         | 2       |
| 1900 | 14        | 2       |
| 1913 | 10        | 1       |

| Jahr | Einwohner | Gebäude |
| ---- | --------- | ------- |
| 1925 | 11        | 2       |
| 1950 | 7         | 1       |
| 1961 | 7         | 1       |
| 1970 | 5         | k. A.   |
| 1987 | 3         | 1       |
| 2011 | 5         | k. A.   |